# Feel the Heat of the Night
«Feel the Heat of the Night» — песня немецкой евродэнс-группы Masterboy, выпущенная в июне 1994 года лейблом Polydor Records в качестве второго сингла с их третьего альбома Different Dreams (1994). Вокальную партию исполняет Трикси Дельгадо, а музыка характеризуется как «ритмичная и стремительная», вдохновлённая популярным в то время стилем евродэнс.
«Feel the Heat of the Night» добилась успеха в нескольких странах, особенно в Австрии, Франции и Германии. В чарте Eurochart Hot 100 «Feel the Heat of the Night» достигла 22-го места. В 2003 и 2006 годах были выпущены ремиксы, но они имели гораздо меньший успех. В оформлении ремиксов использовалась та же обложка Гюнтера Блюма, но в других цветах.

## Рецензии критиков
Джеймс Гамильтон из RM Dance Update журнала Music Week описал песню как «обычный слащавый немецкий галоп с обычными ингредиентами». Барбара Эллен из NME сказала: «Masterboy — это немецкие торговцы диско, которые, вероятно, много молятся и кланяются перед плакатами Snap!, прежде чем пойти в студию». 

## Клип
Режиссёром музыкального видеоклипа на песню «Feel the Heat of the Night» выступил Кай фон Котце. В августе 1994 года он попал в список лучших на немецком канале VIVA.

## Трек-листы
| - CD maxi 1. "Feel the Heat of the Night" (radio edit) — 3:46 2. "Feel the Heat of the Night" (free and independent mix) — 6:44 3. "Feel the Heat of the Night" (sunshine mix) — 6:06 - 12-inch maxi 1. "Feel the Heat of the Night" (radio edit) — 3:46 2. "Feel the Heat of the Night" (free and independent mix) — 6:44 3. "Feel the Heat of the Night" (sunshine mix) — 6:06 4. "Feel the Heat of the Night" (shark mix) — 5:52 - CD single 1. "Feel the Heat of the Night" (radio edit) — 3:46 2. "Feel the Heat of the Night" (free and independent mix) — 6:44 | - CD remix single 1. "Feel the Heat of the Night" (unplugged) — 3:00 2. "Feel the Heat of the Night" (voodoo mix) — 6:00 3. "Masterboy mega mix" — 7:40 - CD maxi - 2003 remixes 1. "Feel the Heat of the Night" (shark mix) — 5:52 2. "Feel the Heat of the Night" (the second mix) — 5:52 3. "Feel the Heat of the Night" (bass mix) — 5:26 - 12-inch maxi - 2003 remixes 1. "Feel the Heat of the Night 2003" (2003 club mix) — 7:38 2. "Feel the Heat of the Night 2003" (special D. remix) — 7:34 |

## Над синглом работали
- Produced by "Masterboy Beat Production" at Stession Studios, Walldorf
- Mixed by Thomas Engelhard, Rico Novarini and Jeff Barnes
- Keyboards programming by Rico Novarini
- Sample programming by Jeff Barnes
- All mixes arranged by Rico Novarini and Jeff Barnes
- Music by Zabler, Schleh, Obrecht
- Words by Zabler, Schleh and Krauss
- Published by Session Musikverlag / Warner Chappell
- Photography by Günther Blum

## Чарты
| Chart (1994)                    | Peak position |
| ------------------------------- | ------------- |
| Австрия (Ö3 Austria Top 40)     | 10            |
| Europe (Eurochart Hot 100)      | 22            |
| Франция (SNEP)                  | 2             |
| Германия (GfK)                  | 8             |
| Scotland (OCC)                  | 100           |
| Швеция (Sverigetopplistan)      | 37            |
| Швейцария (Schweizer Hitparade) | 16            |
| UK Singles (OCC)                | 82            |
| UK Club Chart (Music Week)      | 60            |

| Chart (2003)                | Peak position |
| --------------------------- | ------------- |
| Австрия (Ö3 Austria Top 40) | 51            |
| Германия (GfK)              | 67            |
| Венгрия (Dance Top 40)      | 36            |

| Chart (1994)               | Position |
| -------------------------- | -------- |
| Europe (Eurochart Hot 100) | 91       |
| France (SNEP)              | 27       |
| Germany (Media Control)    | 54       |